# Malbrans
Malbrans település Franciaországban, Doubs megyében. Lakosainak száma 167 fő (2022. január 1.). Malbrans Montrond-le-Château, Scey-Maisières, Tarcenay-Foucherans és Les Monts-Ronds községekkel határos.

## Népesség
A település népességének változása:
| Lakosok száma | 120  | 115  | 120  | 120  | 138  | 144  | 160  | 171  | 174  | 167  |
|               | 1968 | 1982 | 1990 | 2006 | 2013 | 2015 | 2017 | 2019 | 2020 | 2022 |